# Pićan
Pićan (italienisch Pedena; lateinisch Petina; deutsch Piben älter auch Biben) ist ein ehemaliges Bistum und eine Gemeinde mit 1722 Einwohnern (Volkszählung 2021) in der Gespanschaft Istrien, Kroatien. Sie liegt in der fruchtbaren Region Čepićko Polje, in der Wein, Kürbisse und Tomaten angebaut werden.

## Bilder

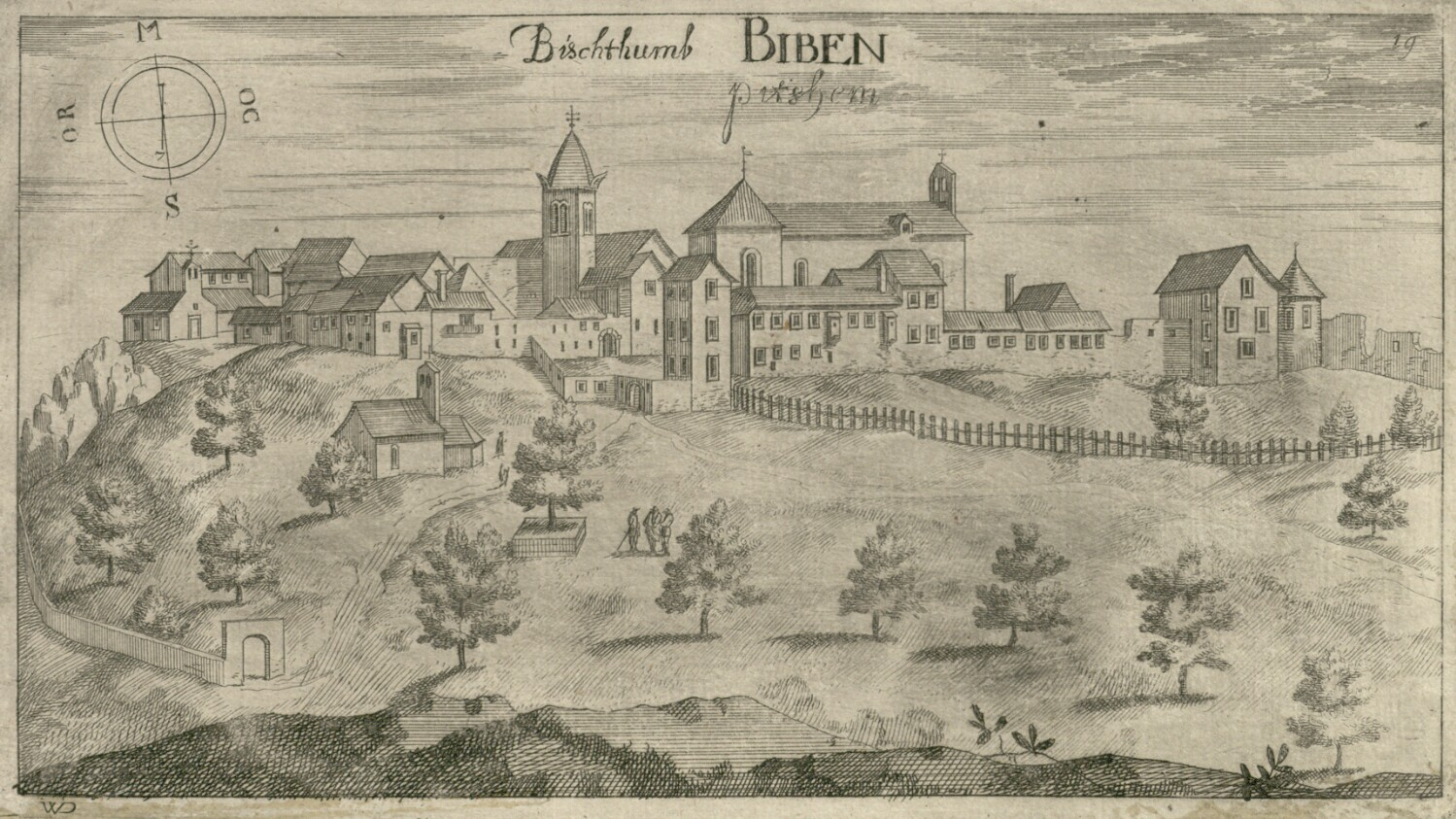
Ansicht 1679 Bischthumb Biben/Petschen, Stich von Johann Weichard von Valvasor
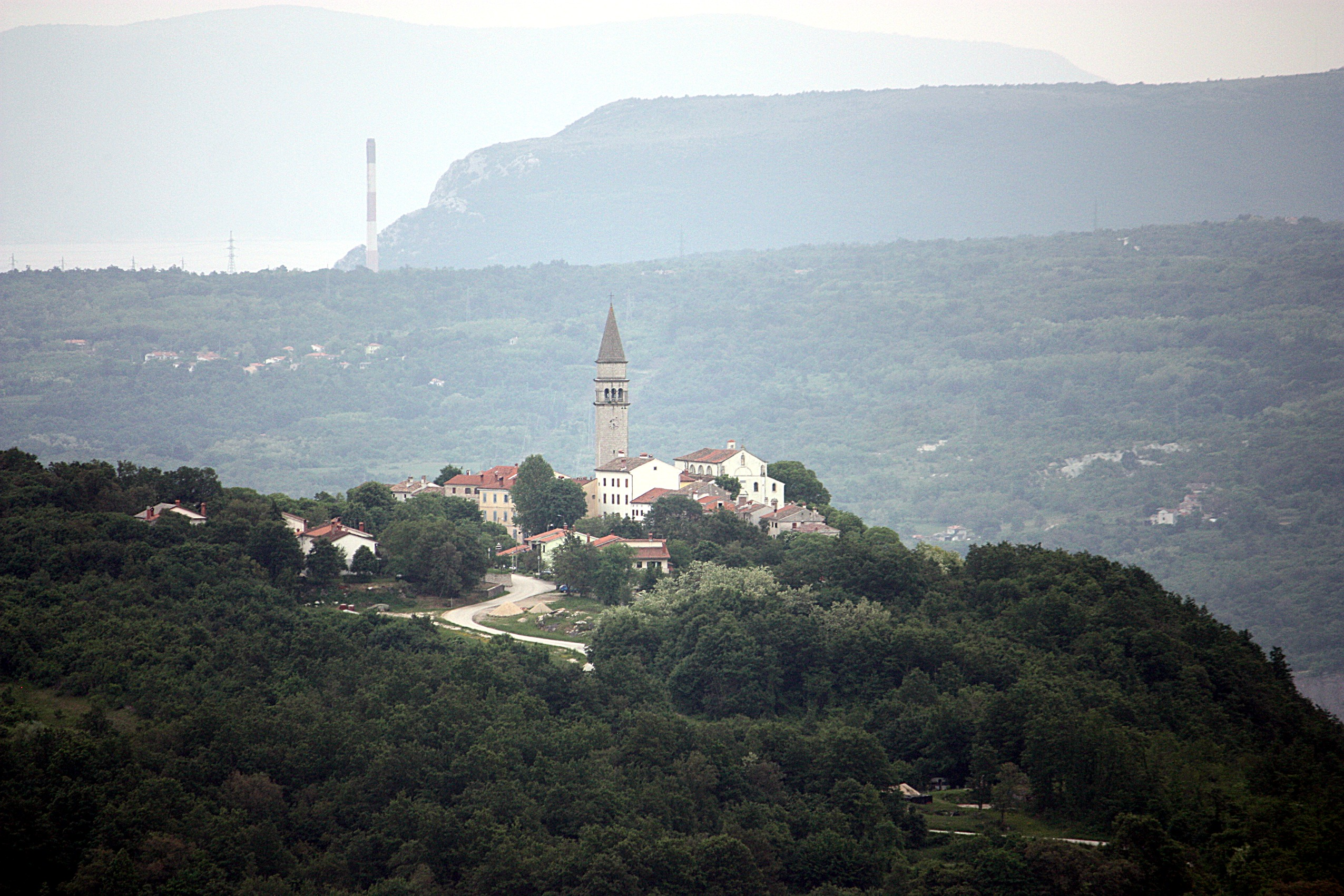
Blick von Gračišće auf Pićan